# Isidre Nonell
Isidre Nonell (Barcelona, 30 de novembro de 1872—21 de fevereiro de 1911) foi um pintor espanhol do século XIX, pertencente ao modernismo.

## Vida
Pertencia a uma família relativamente acomodada. Formou-se em diversas academias, entre elas a de Luis Graner (1889). Fez parte do grupo Els Quatre Gats, com Picasso, Rusiñol e outros. Viveu à margem da sociedade burguesa, à que criticava nas suas pinturas.
Em 1891 formou um pequeno grupo de paisagistas, cultivando este gênero em formato miniatura. Em 1893 estuda na Escola da Loja de Barcelona e celebra a sua primeira exposição. Em 1894 começa a desenhar pequenos quadros de Cretinos, que realiza especialmente quando se vai, mais dois anos tarde, com Ricard Canals para Caldes de Boí. Este tempo em Caldas o dedica a pintar paisagens e cretinos.
Em fevereiro de 1897 marcha a Paris com Canals. Ali expõe e compartilha estudo com Picasso. Os seus quadros tratam sobre as classes sociais mais baixas.
Volta para Barcelona em 1900. A partir de 1901 realiza quadros de figuras femininas, como ciganas, e natureza-mortas. Em 1910 expõe em Faienç Català. Morreu em 1911 de febre tifoide.

## Obra
Marcado pelo impressionismo, adscreveu-se ao modernismo. Fez parte da chamada "pintura negra" espanhola, junto com Dario de Regoyos ou José Gutiérrez Solana.
Realizou retratos, especialmente as séries sobre cretinos e ciganas. Mostra as classes mais baixas da sociedade, na sua miséria e da dor.

A sua obra é colorida. Às vezes usa tons obscuros, quase marrons, com uma pincelada solta. Posteriormente usa cores mais claros, em quadros de ciganas, mulheres e naturezas-mortas. 

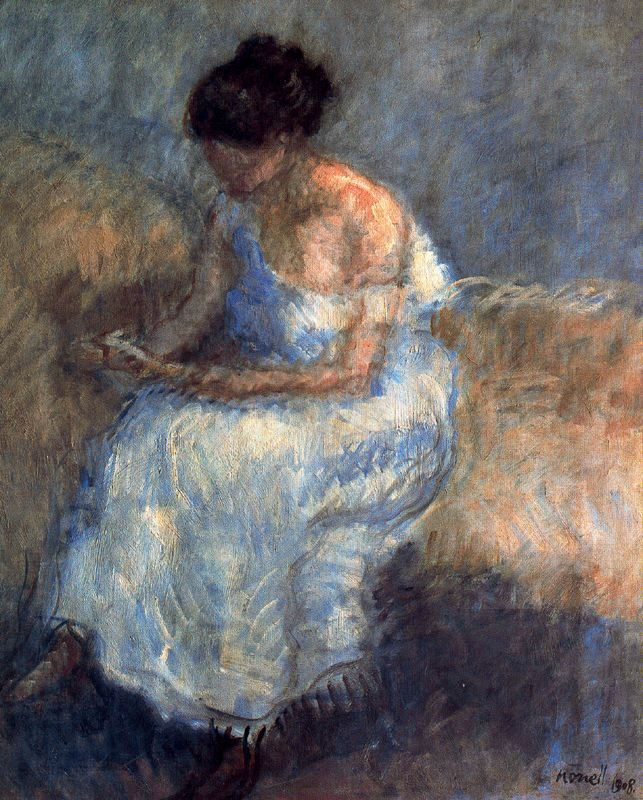
Isidre Nonell: Mulher lendo

Também é conhecido pelos seus desenhos, nos quais domina a sátira. Retrata a situação social da Catalunha. Colabora assim em revistas como Papitu  .

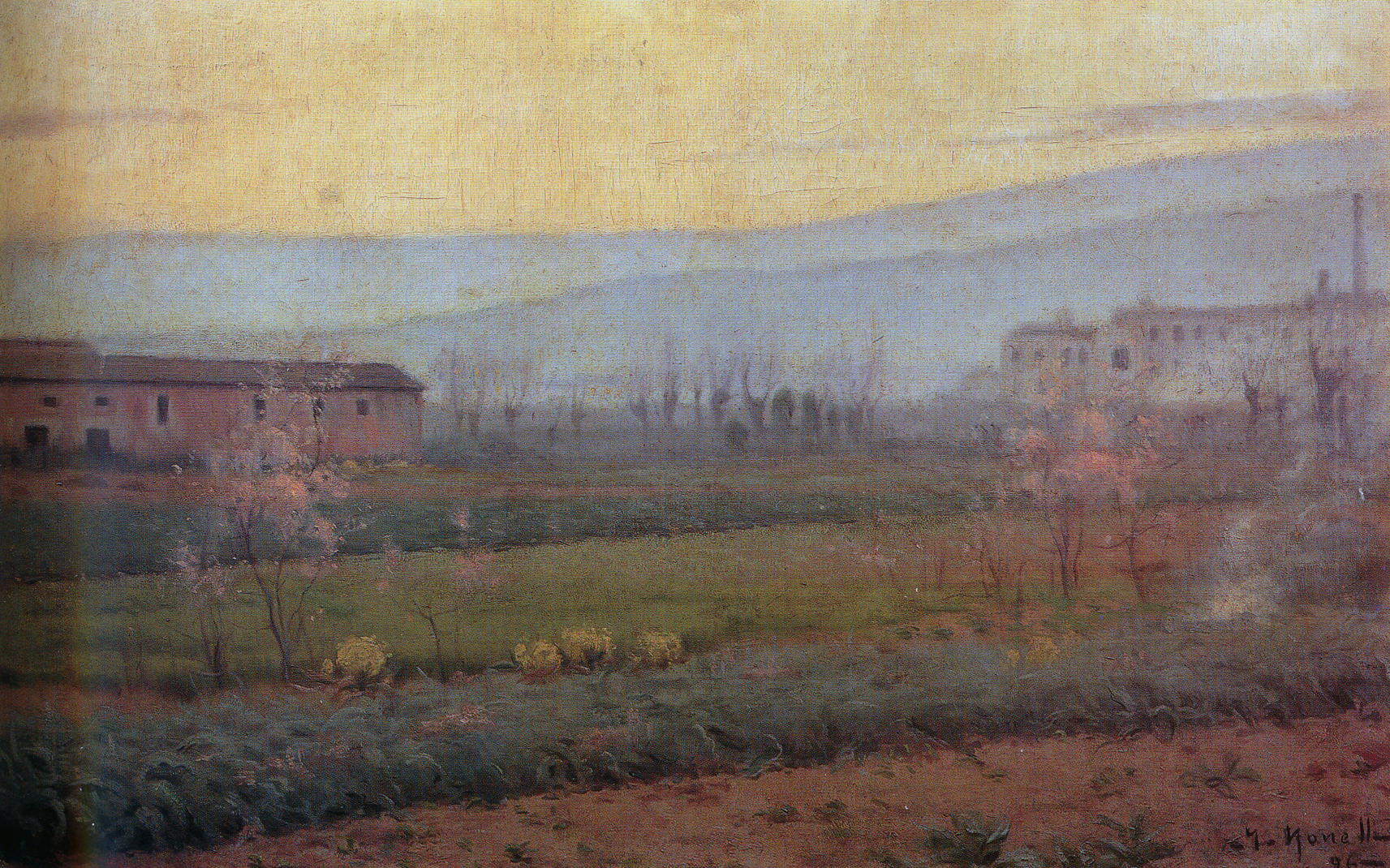
Ao Entardecer. Sant Martí de Provençals (1896), quadro de Isidre Nonell.

Muitas das suas obras conservam-se no Museu de Arte Moderna de Barcelona.